# World Padel Tour 2015
 (décembre 2023).
La mise en forme du texte ne suit pas les recommandations de Wikipédia : il faut le « wikifier ».
Les points d'amélioration suivants sont les cas les plus fréquents :
- Les titres sont pré-formatés par le logiciel. Ils ne sont ni en capitales, ni en gras.
- Le texte ne doit pas être écrit en capitales (les noms de famille non plus), ni en gras, ni en italique, ni en « petit »…
- Le gras n'est utilisé que pour surligner le titre de l'article dans l'introduction, une seule fois.
- L'italique est rarement utilisé : mots en langue étrangère, titres d'œuvres, noms de bateaux, etc.
- Les citations ne sont pas en italique mais en corps de texte normal. Elles sont entourées par des guillemets français : « et ».
- Les listes à puces sont à éviter, des paragraphes rédigés étant largement préférés. Les tableaux sont à réserver à la présentation de données structurées (résultats, etc.).
- Les appels de note de bas de page (petits chiffres en exposant, introduits par l'outil «  Source ») sont à placer entre la fin de phrase et le point final[comme ça].
- Les liens internes (vers d'autres articles de Wikipédia) sont à choisir avec parcimonie. Créez des liens vers des articles approfondissant le sujet. Les termes génériques sans rapport avec le sujet sont à éviter, ainsi que les répétitions de liens vers un même terme.
- Les liens externes sont à placer uniquement dans une section « Liens externes », à la fin de l'article. Ces liens sont à choisir avec parcimonie suivant les règles définies. Si un lien sert de source à l'article, son insertion dans le texte est à faire par les notes de bas de page.
- La présentation des références doit suivre les conventions bibliographiques. Il est recommandé d'utiliser les modèles {{Ouvrage}}, {{Chapitre}}, {{Article}}, {{Lien web}} et/ou {{Bibliographie}}. Le mode d'édition visuel peut mettre en forme automatiquement les références.
- Insérer une infobox (cadre d'informations à droite) n'est pas obligatoire pour parachever la mise en page.

Pour une aide détaillée, merci de consulter Aide:Wikification.
Si vous pensez que ces points ont été résolus, vous pouvez retirer ce bandeau et améliorer la mise en forme d'un autre article.
Navigation
World Padel Tour 2014 World Padel Tour 2016
Le World Padel Tour 2015 est la troisième édition du circuit professionnel de padel World Padel Tour, fondé en 2013. Cette édition s'est déroulée tout au long de l'année 2015, regroupant 20 tournois de catégories masculines et féminines.

## Calendrier
Les tournois se partagent en trois catégories, répartissant de manière différente les points :
- Master

- Open

- Challenger
A la fin de l'année se déroule le Master Final, réunissant les 16 meilleurs joueurs et joueuses de l’année au classement Race du WPT. Les tournois de Mérida et Chiclana ont été annulés.
A noter pour cette saison 2015 l'apparition d'une nouvelle catégorie de tournois : les tournois Challenger. Il s’agit de tournois d'un rang un peu inférieur aux tournois Open et Master, rapportant moins de points que ces derniers, et s'adressant donc plutôt aux joueurs professionnels ne faisant pas partie du top 10 mondial.
Cette édition marque également la mise en place de la victoire en 2 sets gagnats pour les tournois masculins, contre 3 sets gagnants lors des éditions précédentes.
Le calendrier de l'année 2015 est le suivant :
| Tournoi                 | Ville                  | Pays                | Dates                       |
| ----------------------- | ---------------------- | ------------------- | --------------------------- |
| Barcelona Master        | Barcelone              | Espagne             | 23 mars - 29 mars           |
| San Fernando Open       | Cadix                  | Espagne             | 6 avril - 12 avril          |
| Valencia Challenger     | Valence                | Espagne             | 13 avril - 19 avril         |
| Isla de La Palma Open   | Santa Cruz de La Palma | Espagne             | 20 avril - 26 avril         |
| Córdoba Challenger      | Cordoue                | Espagne             | 16 mai - 23 mai             |
| Argentina Open          | Río Gallegos           | Argentine           | 1 juin - 7 juin             |
| Madrid Challenger       | Madrid                 | Espagne             | 22 juin - 28 juin           |
| Valladolid Open         | Valladolid             | Espagne             | 15 juin - 21 juin           |
| Palma de Mallorca Open  | Palma                  | Espagne             | 20 juin - 26 juin           |
| Malaga Master           | Malaga                 | Espagne             | 27 juillet - 2 août         |
| La Nucía Open           | La Nucia               | Espagne             | 17 août - 23 août           |
| Montecarlo Padel Master | Monaco                 | Monaco              | 7 septembre - 13 septembre  |
| Madrid Open             | Madrid                 | Espagne             | 14 septembre - 20 septembre |
| Sevilla Open            | Séville                | Espagne             | 28 septembre - 4 octobre    |
| Galicia Open            | La Corogne             | Espagne             | 12 octobre - 18 octobre     |
| Dubaï Master            | Dubaï                  | Emirats Arabes Unis | 26 octobre - 1er novembre   |
| Barcelona Challenger    | Barcelone              | Espagne             | 2 novembre - 8 novembre     |
| Euskadi Open            | Saint-Sébastien        | Espagne             | 2 novembre - 8 novembre     |
| Valencia Master         | Valence                | Espagne             | 23 novembre - 30 novembre   |
| Madrid Master Final     | Madrid                 | Espagne             | 16 décembre - 20 décembre   |

## Résultats

### Compétition masculine
| Master       |
| Open         |
| Challenger   |
| Master Final |

| Tournoi                | Vainqueurs                           | Finalistes                             | Résultat        | Refs. |
| ---------------------- | ------------------------------------ | -------------------------------------- | --------------- | ----- |
| Barcelone              | Paquito Navarro Matías Díaz          | David Gutiérrez Luciano Capra          | 6-1 / 6-2       |       |
| Cadix                  | Fernando Belasteguín Guillermo Lahoz | Paquito Navarro Matías Díaz            | 6-4 / 6-3       |       |
| Valence                | Gonzalo Díaz Ramiro Moyano           | Javier Concepción Uri Botello          | 6-2 / 7-6       | [ 5 ] |
| Santa Cruz de La Palma | Fernando Belasteguín Guillermo Lahoz | Paquito Navarro Matías Díaz            | 6-2 / 7-6       |       |
| Cordoue                | Alejandro Ruiz Matías Marina         | Javier Concepción Uri Botello          | 6-7 / 6-4 / 6-3 | [ 6 ] |
| Río Gallegos           | Fernando Belasteguín Pablo Lima      | Maxi Sánchez Sanyo Gutiérrez           | 5-7 / 6-2 / 6-2 |       |
| Madrid                 | Gonzalo Díaz Ramiro Moyano           | Matias Nicoletti Pedro Alonso-Martinez | 6-4 / 6-4       | [ 6 ] |
| Valladolid             | Fernando Belasteguín Pablo Lima      | Paquito Navarro Matías Díaz            | 7-6 / 6-7 / 7-6 |       |
| Palma de Majorque      | Fernando Belasteguín Pablo Lima      | Juan Martín Díaz Maxi Sánchez          | 6-4 / 6-0       |       |
| Malaga                 | Fernando Belasteguín Pablo Lima      | Juan Martín Díaz Maxi Sánchez          | 7-6 / 6-3       |       |
| La Nucia               | Fernando Belasteguín Pablo Lima      | Juan Martín Díaz Maxi Sánchez          | 7-6 / 7-6       |       |
| Monaco                 | Fernando Belasteguín Pablo Lima      | Paquito Navarro Matías Díaz            | 6-3 / 6-1       |       |
| Madrid                 | Sanyo Gutiérrez Juani Mieres         | Paquito Navarro Matías Díaz            | 6-3 / 7-6       |       |
| Séville                | Fernando Belasteguín Pablo Lima      | Sanyo Gutiérrez Juani Mieres           | 6-2 / 6-0       |       |
| La Corogne             | Fernando Belasteguín Pablo Lima      | Juan Martín Díaz Maxi Sánchez          | 6-4 / 6-4       |       |
| Dubaï                  | Fernando Belasteguín Pablo Lima      | Sanyo Gutiérrez Juani Mieres           | 6-1 / 6-2       |       |
| Barcelone              | Martin di Nenno Franco Stupaczuk     | Juan Lebron Marcello Jardim            | 6-1 / 6-1       | [ 7 ] |
| Saint-Sébastien        | Fernando Belasteguín Pablo Lima      | Sanyo Gutiérrez Juani Mieres           | 7-5 / 6-4       |       |
| Valence                | Fernando Belasteguín Pablo Lima      | Adrián Allemandi Miguel Lamperti       | 6-2 / 6-1       |       |
| Madrid Master Final    | Maxi Sánchez Juan Martín Díaz        | Maxi Grabiel Ramiro Moyano             | 2-6 / 6-4 / 6-1 |       |

### Compétition féminine
| Master       |
| Open         |
| Challenger   |
| Master Final |

| Tournoi                | Vainqueurs                                | Finalistes                                | Résultat                       | Refs.                          |
| ---------------------- | ----------------------------------------- | ----------------------------------------- | ------------------------------ | ------------------------------ |
| Barcelone              | Mapi Sánchez Alayeto Majo Sánchez Alayeto | Cata Tenorio Victoria Iglesias            | 4-6 / 6-2 / 7-5                |                                |
| Cadix                  | Marta Marrero Alejandra Salazar           | Mapi Sánchez Alayeto Majo Sánchez Alayeto | 4-6 / 7-6 / 7-5                |                                |
| Valence                | Tournoi exclusivement masculin            | Tournoi exclusivement masculin            | Tournoi exclusivement masculin | Tournoi exclusivement masculin |
| Santa Cruz de La Palma | Tournoi exclusivement masculin            | Tournoi exclusivement masculin            | Tournoi exclusivement masculin | Tournoi exclusivement masculin |
| Cordoue                | Tournoi exclusivement masculin            | Tournoi exclusivement masculin            | Tournoi exclusivement masculin | Tournoi exclusivement masculin |
| Río Gallegos           | Tournoi exclusivement masculin            | Tournoi exclusivement masculin            | Tournoi exclusivement masculin | Tournoi exclusivement masculin |
| Madrid                 | Tournoi exclusivement masculin            | Tournoi exclusivement masculin            | Tournoi exclusivement masculin | Tournoi exclusivement masculin |
| Valladolid             | Mapi Sánchez Alayeto Majo Sánchez Alayeto | Marta Marrero Alejandra Salazar           | 7-6 / 6-4                      |                                |
| Malaga                 | Mapi Sánchez Alayeto Majo Sánchez Alayeto | Marta Marrero Alejandra Salazar           | 7-5 / 6-1                      |                                |
| La Nucia               | Mapi Sánchez Alayeto Majo Sánchez Alayeto | Elisabet Amatriaín Patricia Llaguno       | 7-6 / 6-4                      |                                |
| Monaco                 | Tournoi exclusivement masculin            | Tournoi exclusivement masculin            | Tournoi exclusivement masculin | Tournoi exclusivement masculin |
| Madrid                 | Mapi Sánchez Alayeto Majo Sánchez Alayeto | Marta Marrero Alejandra Salazar           | 6-3 / 6-7 / 7-5                |                                |
| Séville                | Tournoi exclusivement masculin            | Tournoi exclusivement masculin            | Tournoi exclusivement masculin | Tournoi exclusivement masculin |
| La Corogne             | Mapi Sánchez Alayeto Majo Sánchez Alayeto | Elisabet Amatriaín Patricia Llaguno       | 6-4 / 6-4                      |                                |
| Dubaï                  | Mapi Sánchez Alayeto Majo Sánchez Alayeto | Marta Marrero Alejandra Salazar           | 6-2 / 3-6 / 6-4                |                                |
| Barcelone              | Tournoi exclusivement masculin            | Tournoi exclusivement masculin            | Tournoi exclusivement masculin | Tournoi exclusivement masculin |
| Saint-Sébastien        | Tournoi exclusivement masculin            | Tournoi exclusivement masculin            | Tournoi exclusivement masculin | Tournoi exclusivement masculin |
| Valence                | Marta Marrero Alejandra Salazar           | Carolina Navarro Cecilia Reiter           | 6-4 / 6-4                      |                                |
| Madrid Master Final    | Marta Marrero Alejandra Salazar           | Majo Sánchez Alayeto Mapi Sánchez Alayeto | 6-2 / 6-3                      |                                |

## Classement final
Ci-dessous les classements du circuit World Padel Tour à la fin de la saison 2015, après le dernier tournoi.

### Classement individuel masculin
| N.º | Nom                  | Points |
| --- | -------------------- | ------ |
| 1   | Fernando Belasteguín | 15.540 |
| 2   | Pablo Lima           | 13.540 |
| 3   | Paquito Navarro      | 8.400  |
| 3   | Matías Díaz          | 8.400  |
| 5   | Sanyo Gutiérrez      | 7.025  |
| 6   | Juani Mieres         | 6.880  |
| 7   | Maxi Sánchez         | 6.715  |
| 8   | Juan Martín Díaz     | 6.570  |
| 9   | Adrián Allemandi     | 4.185  |
| 9   | Miguel Lamperti      | 4.185  |
| 11  | Guillermo Lahoz      | 4.155  |
| 12  | Agustín Gómez        | 3.255  |
| 13  | Cristián Gutiérrez   | 2.840  |
| 14  | Ramiro Moyano        | 2.715  |
| 15  | Aday Santana         | 2.535  |
| 16  | Maxi Grabiel         | 2.385  |
| 17  | Federico Quiles      | 2.265  |
| 18  | Gabriel Reca         | 2.180  |
| 18  | Sebastián Nerone     | 2.180  |
| 20  | Jordi Muñoz          | 2.025  |

### Classement individuel féminin
| N.º | Nom                       | Points |
| --- | ------------------------- | ------ |
| 1   | Mapi Sánchez Alayeto      | 8.140  |
| 1   | Majo Sánchez Alayeto      | 8.140  |
| 3   | Marta Marrero             | 5.900  |
| 3   | Alejandra Salazar         | 5.900  |
| 5   | Patricia Llaguno          | 4.540  |
| 5   | Elisabeth Amatriain       | 4.540  |
| 7   | Catalina Tenorio          | 2.940  |
| 7   | Victoria Iglesias         | 2.940  |
| 7   | Cecilia Reiter            | 2.940  |
| 10  | Carolina Navarro          | 2.760  |
| 11  | Gemma Triay               | 1.980  |
| 11  | Paula Eyheraguibel        | 1.980  |
| 13  | Marta Ortega              | 1.890  |
| 15  | Nélida Brito              | 1.645  |
| 15  | Lorena Alonso de Lera     | 1.645  |
| 17  | María del Carmen Villalba | 1.195  |
| 17  | Alba Galán                | 1.195  |
| 19  | Ana Catarina Nogueira     | 900    |
| 19  | Sandra Hernández          | 900    |